# Matjekha
Matjekha (russisk: Мачеха) er en sovjetisk spillefilm fra 1973 af Oleg Bondarjov.

## Medvirkende
- Tatjana Doronina som Sjura Olevantseva
- Leonid Nevedomskij som Pavel Olevantsev
- Lena Kostereva som Sveta
- Sasja Daljokij som Jurka
- Ira Khlopkova som Aljonka